# Казакбаев, Владимир Манзурович
Владимир Манзурович Казакбаев (19 ноября 1991) — киргизский футболист, полузащитник клуба «Абдыш-Ата». Выступал за сборную Кыргызстана.

## Биография

### Клубная карьера
Воспитанник команды «Цементник», первый тренер — Саримов Виктор Александрович.
В 2007 году выступал в высшей лиге Кыргызстана за клуб «Абдыш-Ата-ФШМ», являвшийся резервной командой «Абдыш-Аты». Затем несколько лет играл в первой лиге за фарм-клубы кантской команды — «Наше Пиво» и «Живое Пиво». В начале карьеры выступал на позиции защитника, позднее перешёл в полузащиту.
В 2012 году в составе бишкекского «Динамо» стал автором четырёх голов за неполный сезон в высшей лиге. Затем вернулся в систему «Абдыш-Аты», но продолжал играть за резервные составы. В 2016 году по состоянию на октябрь лидировал в споре бомбардиров первой лиги, забив за «Живое Пиво» 17 голов в 17 турах. Только с 2017 года стал игроком основного состава «Абдыш-Аты».

### Карьера в сборной
Вызывался в молодёжную сборную Кыргызстана.
Получил вызов в национальную сборную осенью 2016 года, будучи игроком клуба первой лиги. Дебютный матч за национальную сборную Кыргызстана сыграл 6 сентября 2016 года против Филиппин, заменив на 70-й минуте Ислама Шамшиева. Всего в 2016 году принял участие в трёх матчах за сборную.